# Наведена радіоактивність
Наведена радіоактивність — це радіоактивність речовин, що виникає внаслідок опромінення їх іонізуючим випромінюванням, зазвичай нейтронами. 
При опроміненні частинками (нейтронами, протонами, гамма-променями) стабільні ядра можуть перетворюватися на радіоактивні ядра з різним періодом напіврозпаду, які продовжують випромінювати тривалий час після припинення опромінення. 
Особливо сильна радіоактивність, наведена нейтронним опроміненням. Це можна пояснити наступними властивостями цих частинок: для того, щоб викликати ядерну реакцію з утворенням радіоактивних ядер, гамма-промені та заряджені частинки повинні мати велику енергію (не менш ніж кілька МеВ). Однак вони взаємодіють з електронними оболонками атомів набагато інтенсивніше, ніж з ядрами, і швидко втрачають при цьому енергію. Крім того, позитивно заряджені частинки (протони, альфа-частинки) швидко втрачають енергію, пружно розсіюючись на ядрах. Тому ймовірність, що гамма-кванта чи заряджена частинка викликає ядерну реакцію, мізерно мала. Наприклад, при бомбардуванні берилію альфа-частками лише одна з кількох тисяч або десятків тисяч (залежно від енергії альфа-частинок) викликає (α, n) -реакцію, а для інших сполук ця ймовірність ще менша. 
Нейтрони ж, навпаки, захоплюються ядрами при будь-якій енергії, понад те, максимальною є ймовірність захоплення саме нейтронів з низькою енергією. Тому, поширюючись у речовині, нейтрон може потрапляти до безлічі ядер послідовно, поки не буде захоплений черговим ядром, і ймовірність захоплення нейтрона практично дорівнює одиниці. 
Слід зауважити, що поглинання нейтронів не обов'язково веде до появи наведеної радіоактивності. Багато ядер можуть захоплювати нейтрон з утворенням стабільних ядер, наприклад бор-10 може перетворитися на стабільний бор-11 (якщо захоплення нейтрона ядром не призведе до утворення літію та альфа-Частинки), легкий водень (протій)  — на стабільний  дейтерій. У таких випадках наведена радіоактивність не виникає. 
Процес перетворення нерадіоактивних ядер в радіоактивні та утворення в речовині радіоактивних ізотопів під дією опромінення називається активацією.

## Активаційний аналіз
На ефекті наведеної радіоактивності ґрунтується дієвий метод визначення складу сполуки, званий активаційним аналізом. 
Зразок опромінюють потоком нейтронів (нейтронно-активаційний аналіз) або гамма-квантів (гамма-активаційний аналіз). При цьому в зразку наводиться радіоактивність, характер якої, при однаковому характері опромінення, повністю визначається ізотопним складом зразка. Вивчаючи гамма-спектр випромінювання зразка, можна з дуже високою точністю визначити його склад. Межа виявлення різних елементів залежить від інтенсивності опромінення та становить до 10-4-10-7 % для гамма-активаційного аналізу і до 10-5-10-10 % для нейтронно-активаційного аналізу. 

## Наведена радіоактивність при ядерних вибухах

Зміна атмосферної концентрації радіовуглецю ^{14}C, викликана ядерними випробуваннями. Синім показано природну концентрацію

Одним зфакторів ураження від ядерного вибуху є радіоактивне зараження. Основний внесок у радіоактивне зараження вносять уламки поділу ядер урану або плутонію, але частково радіоактивне зараження забезпечується наведеною радіоактивністю. Особливо сильна наведена радіоактивність при вибуху термоядерних (в тому числі і нейтронних) зарядів, оскільки вихід нейтронів на одиницю енергії в них у кілька разів вищий, ніж у ядерних зарядів, і середня енергія нейтронів теж вища, що робить можливими порогові реакції. Стверджують, наприклад, що вибух нейтронної бомби потужністю в 1 кт в 700 метрах від танка не лише вбиває екіпаж нейтронним випромінюванням, але й створює в броні наведену радіоактивність, достатню для отримання новим екіпажем смертельної дози протягом доби. 
При атмосферних ядерних випробуваннях особливо велике значення має реакція нейтронів з атмосферним нітрогеном-14 {\displaystyle \mathrm {~_{0}^{1}n} +\mathrm {~_{7}^{14}N} \rightarrow \mathrm {~_{6}^{14}C} +\mathrm {~_{1}^{1}H} ,} яка має достатньо високий перетин (1,75 барн). Загальна кількість вуглецю-14, викинута в атмосферу під час ядерних випробувань, дуже велика. ЇЇ можна порівняти з загальним вмістом природного радіовуглецю в атмосфері. 
Принцип наведеної радіоактивності покладений в основу ідеї т. зв. кобальтовою бомби. Це вид ядерної зброї, в якій основним вражаючим фактором є радіоактивне зараження. Вона являє собою термоядерну бомбу з кобальтовою оболонкою, в якій під дією нейтронного випромінювання вибуху створюється ізотоп кобальт-60  — потужне джерело гамма-випромінювання з періодом напіврозпаду 5,27 років. Ядерний вибух розпилює кобальт по великій території, і робить цю територію надовго непридатною для проживання. 

## Активація конструкційних матеріалів ядерних реакторів
Ядерні реактори тривалий час (десятки років) працюють в умовах сильного нейтронного опромінення (інтенсивність потоку нейтронів в деяких енергетичних реакторах досягає 1016 см-2·c-1, а в деяких експериментальних реакторах  — навіть 1019 см-2·c-1), а повний флюенс за весь час  — 1023 см-2. Ще інтенсивнішими будуть нейтронні потоки в проектованих термоядерних реакторах. Це створює проблеми з утилізацією конструкцій реакторів, які відпрацювали свій термін, оскільки інтенсивність наведеної радіоактивності в конструкціях реактора змушує віднести їх до радіоактивних відходів, причому маса цих відходів може бути навіть більшою ніж маса відпрацьованого ядерного палива. Наприклад, реактор ВВЕР-1000 важить 324,4 т. (без води і палива) і дає за 30 років служби 750 т ВЯП  — трохи менше ваги самого реактора. Ще більше важать конструкції реактора РБМК  — 1850 т. 
Для вирішення проблеми з утилізацією елементів конструкції реакторів проводяться дослідження зі створення матеріалів та сплавів, в яких наведена радіоактивність спадає відносно швидко. Це досягається підбором матеріалів, які при опроміненні нейтронами не дають довгоживучих ізотопів (з T½ від десятків до мільйонів років). Характер спаду радіоактивності визначається ізотопним складом сполуки, що опромінюється, а також спектром нейтронів. 
Наприклад, небажаним є вміст у таких сплавах нікелю, молібдену, ніобію, срібла, бісмуту: вони при опроміненні нейтронами дають ізотопи з тривалим часом життя, наприклад 59Ni (T½ = 100 тис. років), 94Nb (T½=20 тис. років), 91Nb (T½=680 років), 93Mo (T½=4 тис. років). В термоядерних реакторах небажаним матеріалом є також алюміній, в якому під дією швидких нейтронів напрацьовується ізотоп 26Al (T½=700 тис. років). Водночас такі матеріали, як ванадій, хром, манган, титан, вольфрам не створюють ізотопів з тривалим часом життя, тому після витримки протягом кількох десятків років активність їх падає до рівня, що допускає роботу з ними персоналу без спеціального захисту. Наприклад, сплав 79 % ванадію і 21 % титану, опромінений нейтронами спектру термоядерного реактора DEMO з флюенсом 2 ·1023 см-2, за 30 років витримки зменшує активність до безпечного рівня (25 мкЗв/ч), а малоактивована сталь марки Fe12Cr20MnW лише за 100 років. Однак навіть невелика домішка нікелю, ніобію або молібдену може збільшити цей час до десятків тисяч років. 
Ще одним способом зменшення наведеної радіоактивності є ізотопне збагачення. Наприклад, при опроміненні заліза нейтронами основний внесок у наведену радіоактивність робить ізотоп 55Fe з періодом напіврозпаду 2,7 років, він утворюється з легкого ізотопу 54Fe, тому збагачення природного заліза важкими ізотопами може істотно знизити наведену радіоактивність. Аналогічно, істотно знижує наведену радіоактивність молібдену збагачення важкими ізотопами, а цирконію або свинцю  — навпаки, легкими. Однак розділення ізотопів обходиться дуже дорого, тому економічна доцільність його під питанням.